# Trimeresurus gracilis
Trimeresurus gracilis là một loài rắn trong họ Rắn lục. Loài này được Oshima mô tả khoa học đầu tiên năm 1920.